# Metro Istanbul
Metro İstanbul или Metro Istanbul — турецкая компания, отвечающая за управление городским транспортом Стамбула (прежде всего, метрополитеном и Стамбульским трамваем). Учреждена в 1988 году мэрией Стамбула под названием İstanbul Ulaşım A.Ş., 20 мая 2016 года сменила своё название на текущее.

## Деятельность
Компания Metro Istanbul управляет сетью городских железных дорог (трамвайных путей, рельс метро) протяжённостью 214,65 км и предоставляет транспортные услуги более чем 2 миллионам пассажиров. Трамвайная линия T1 (Кабаташ — Багжылар), которая также находится в ведении Metro Istanbul, была высоко оценена Международным союзом общественного транспорта и представлена как образец обслуживания клиентов и решение вопроса высокого пассажиропотока.
Стамбульский метрополитен, обслуживавший намного большее количество пассажиров, с 2005 года является участником Декларации об устойчивом развитии, представленной Международным союзом общественного транспорта. При участии Metro Stambul на линиях метро M2 и M8, а также на трамвайной линии T3 в вагонах обеспечивается бесплатный Wi-Fi доступ.
Также в ведении компании находятся исторический трамвай Стамбула, ночные рейсы стамбульского метро, стамбульский фуникулёр и стамбульская канатная дорога.

## Транспортные линии

### Метрополитен
- Еникапы — Аэропорт имени Ататюрка
- Еникапы — Киразлы
- Еникапы — Хаджиосман, Квартал Санайи — Сейрантепе
- Бакыркёй Сахил — Каяшехир Меркез
- Кадыкёй — Аэропорт имени Сабихи Гёкчен
- Ускюдар — Самандыра Меркез
- Левент — Босфорский университет / Хисарюстю
- Йылдыз — Меджидиекёй, Меджидиекёй — Махмутбей
- Бостанджы — Парселлер
- Атакёй — Олимпият

### Трамвай
- Кабаташ — Багджылар
- Кадыкёй — Мода (Исторический трамвай)
- Топкапы — Месджид-и Селам
- Эминёню — Алибейкёй Джеп Отогары

### Фуникулёр
- Таксим — Кабаташ
- Босфорский университет/Хисарюшютю — Ашиян[тур.]

### Канатная дорога
- Мачка — Ташкышла
- Эюп — Пьер Лоти

### Ночное метро
- Еникапы — Аэропорт имени Ататюрка
- Еникапы — Киразлы
- Еникапы — Хаджиосман
- Кадыкёй — Аэропорт имени Сабихи Гёкчен
- Ускюдар — Чекмекёй
- Левент — Босфорский университет / Хисарюстю
- Йылдыз — Махмутбей

## Галерея

### Метрополитен

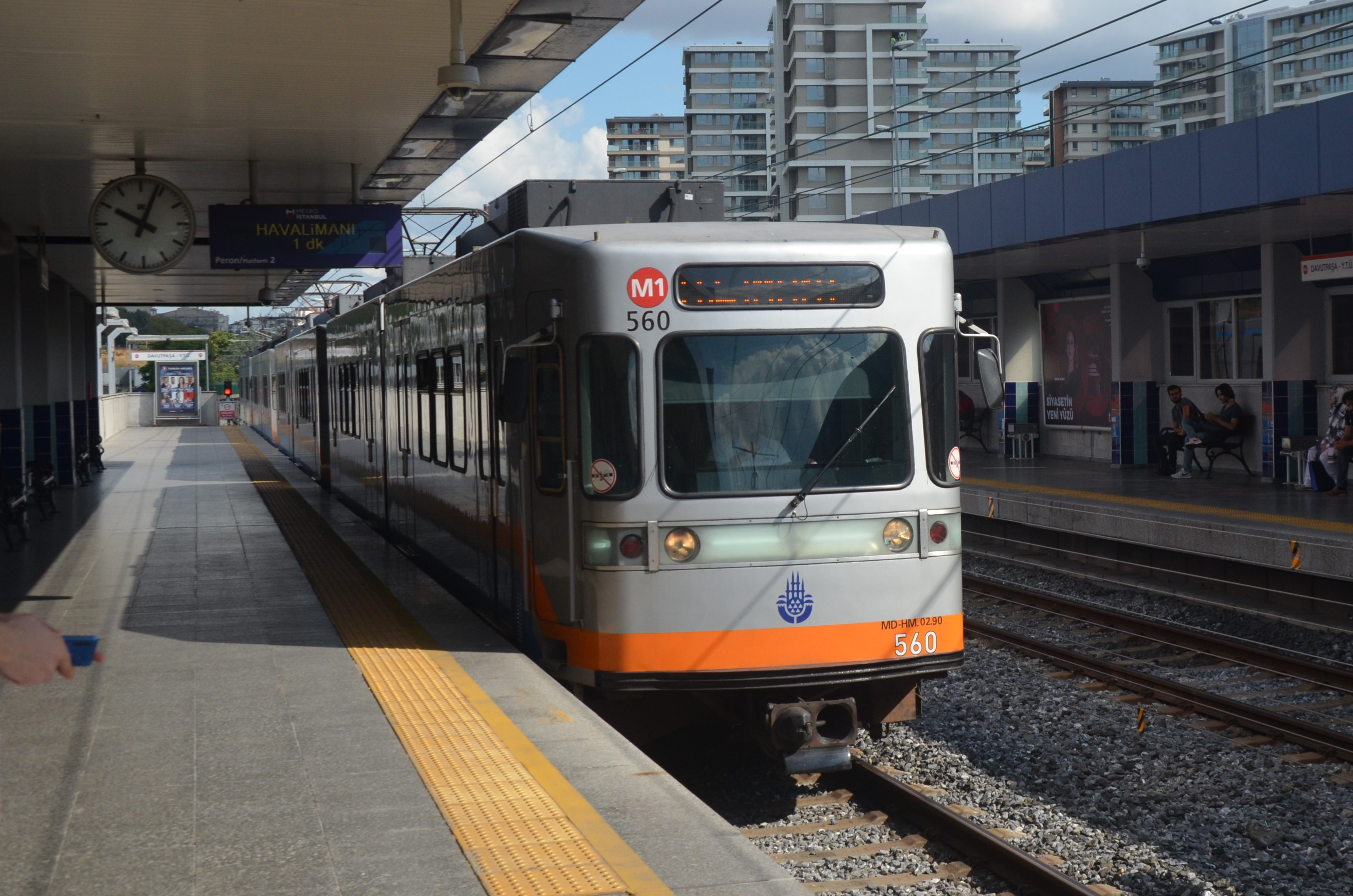
M1A (Еникапы — Аэропорт имени Ататюрка) и M1B (Еникапы — Киразлы)
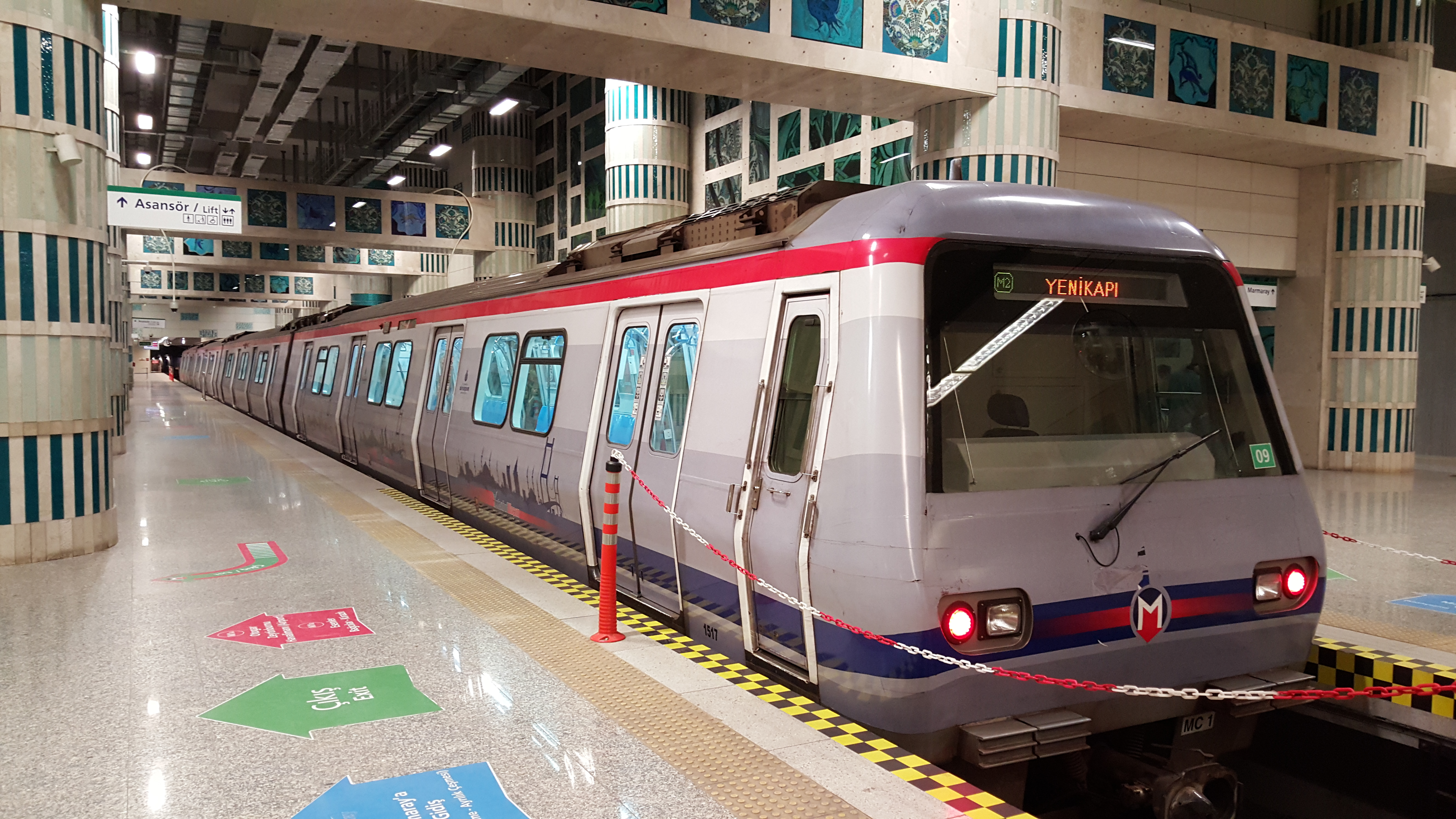
M2 (Еникапы — Хаджиосман, Квартал Санайи — Сейрантепе)
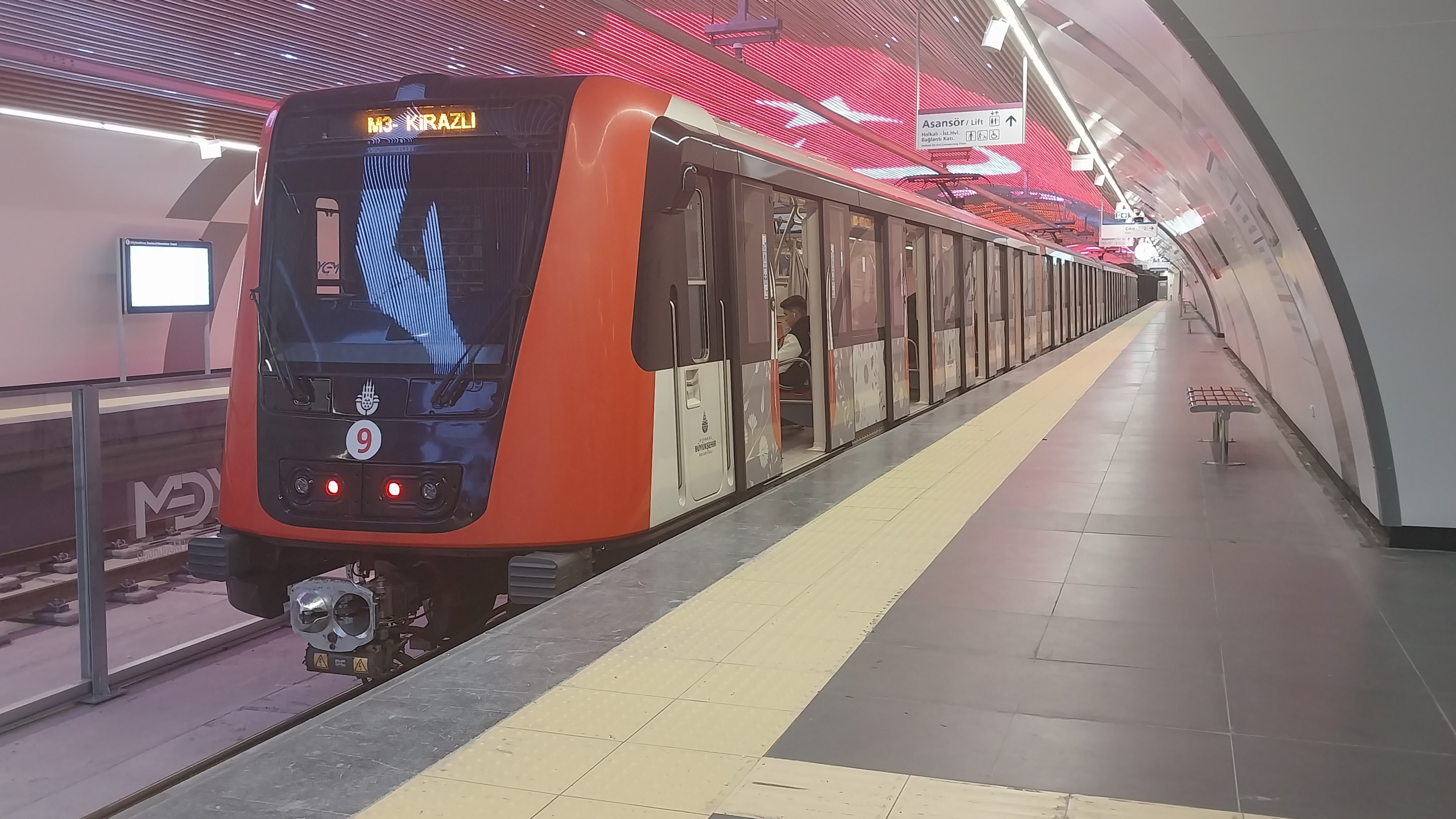
M3 (Бакыркёй Сахил — Каяшехир Меркез)
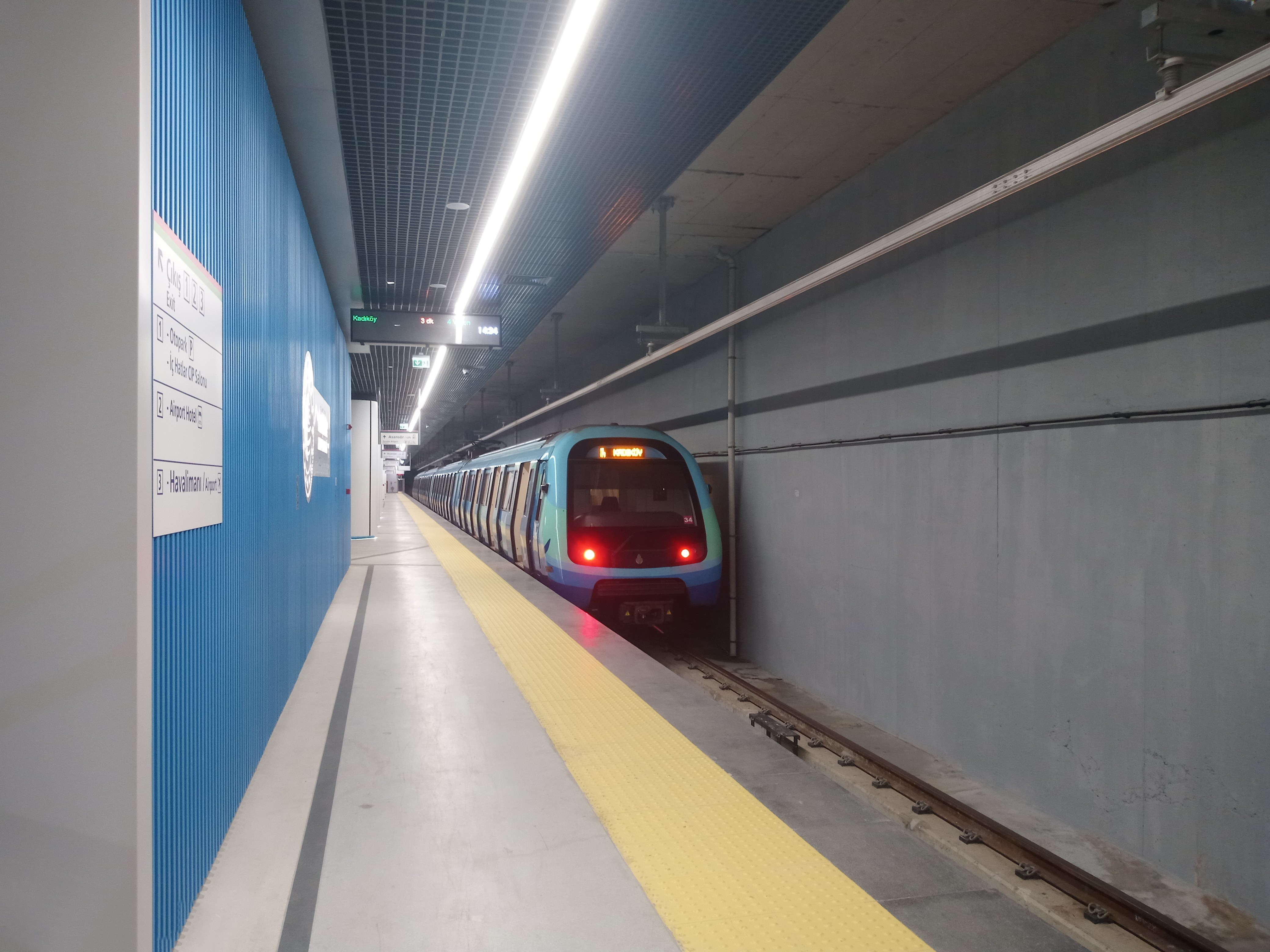
M4 (Кадыкёй — Аэропорт имени Сабихи Гёкчен)
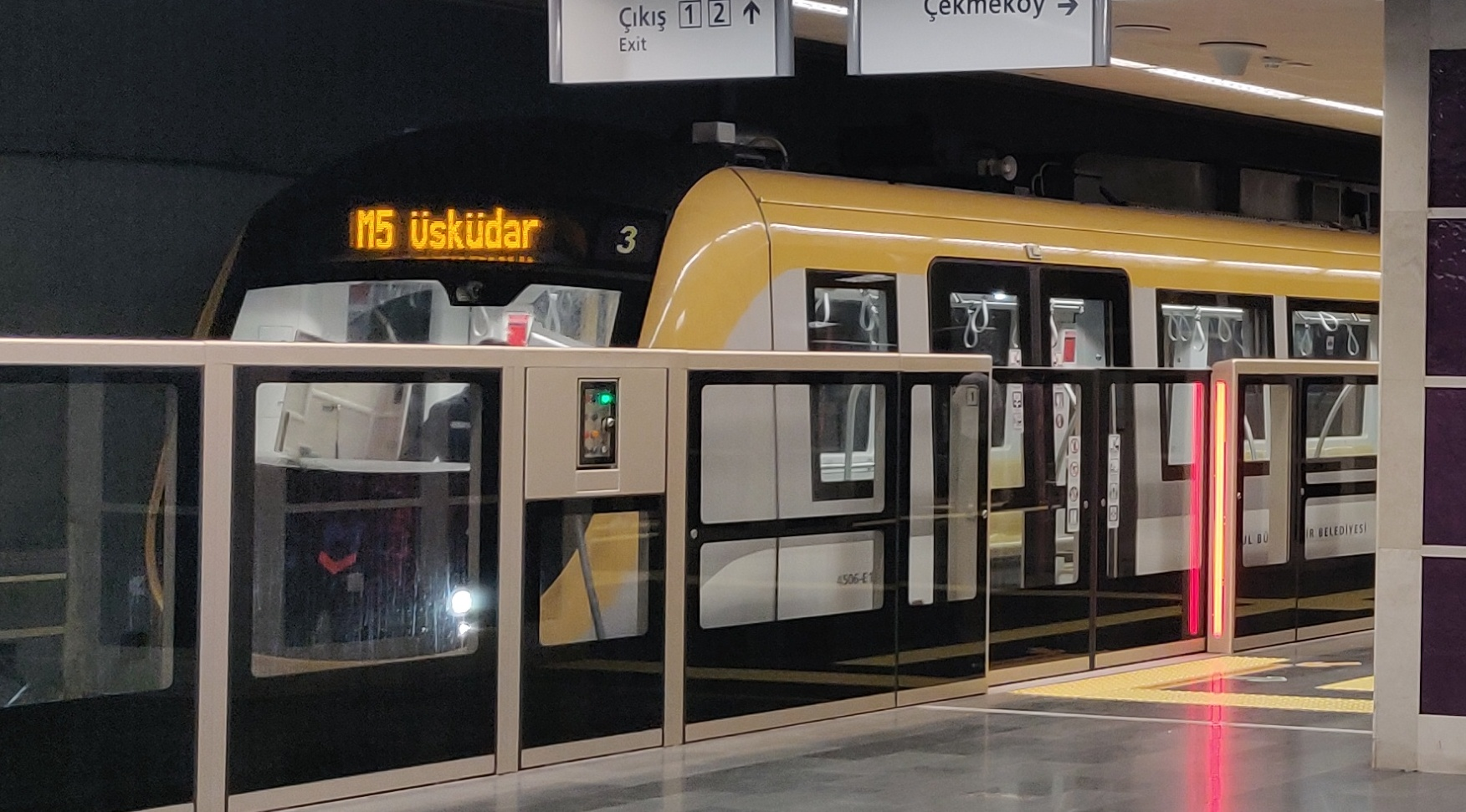
M5 (Ускюдар — Самандыра Меркез)
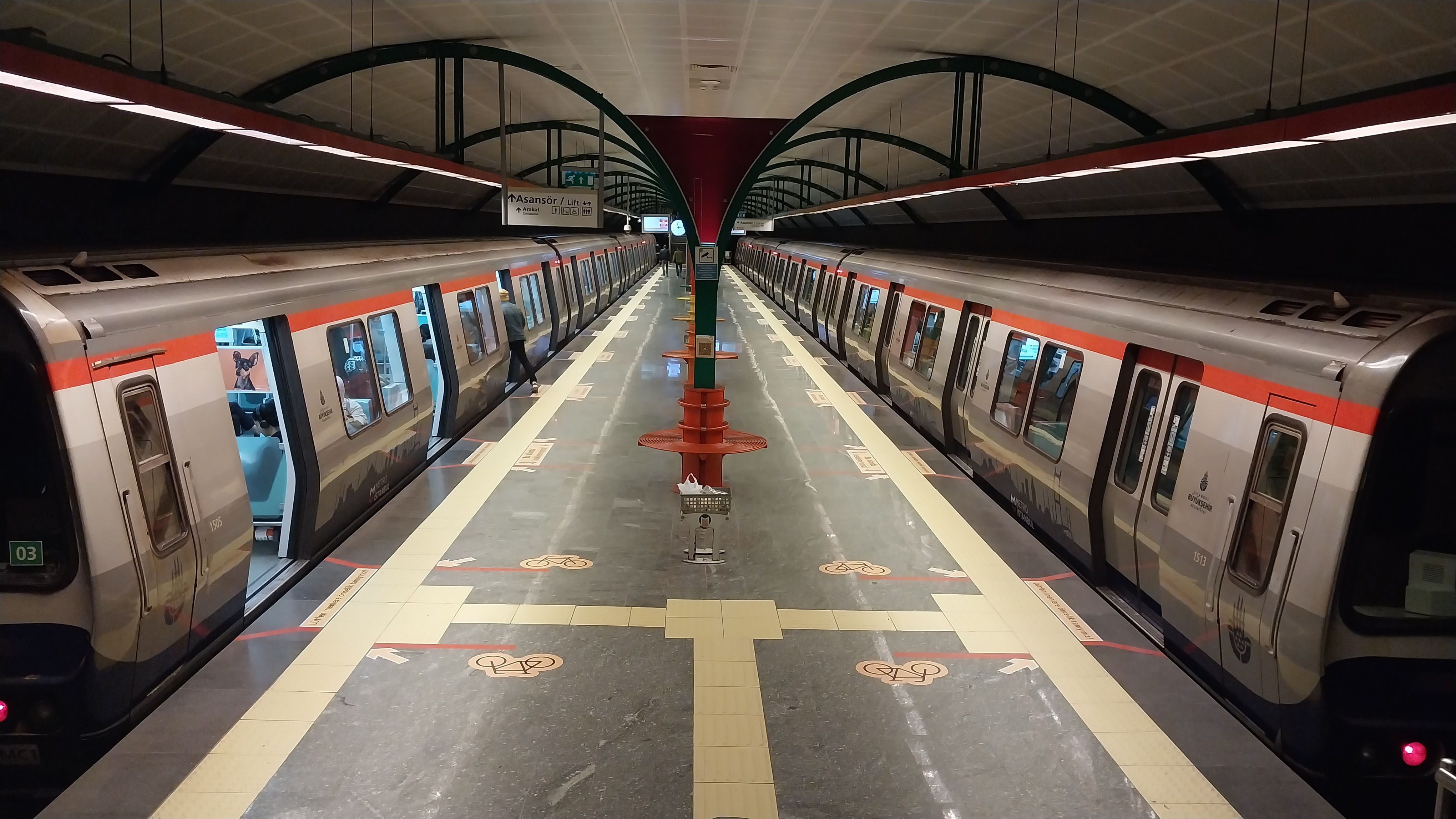
M6 (Левент — Босфорский университет / Хисарюстю)
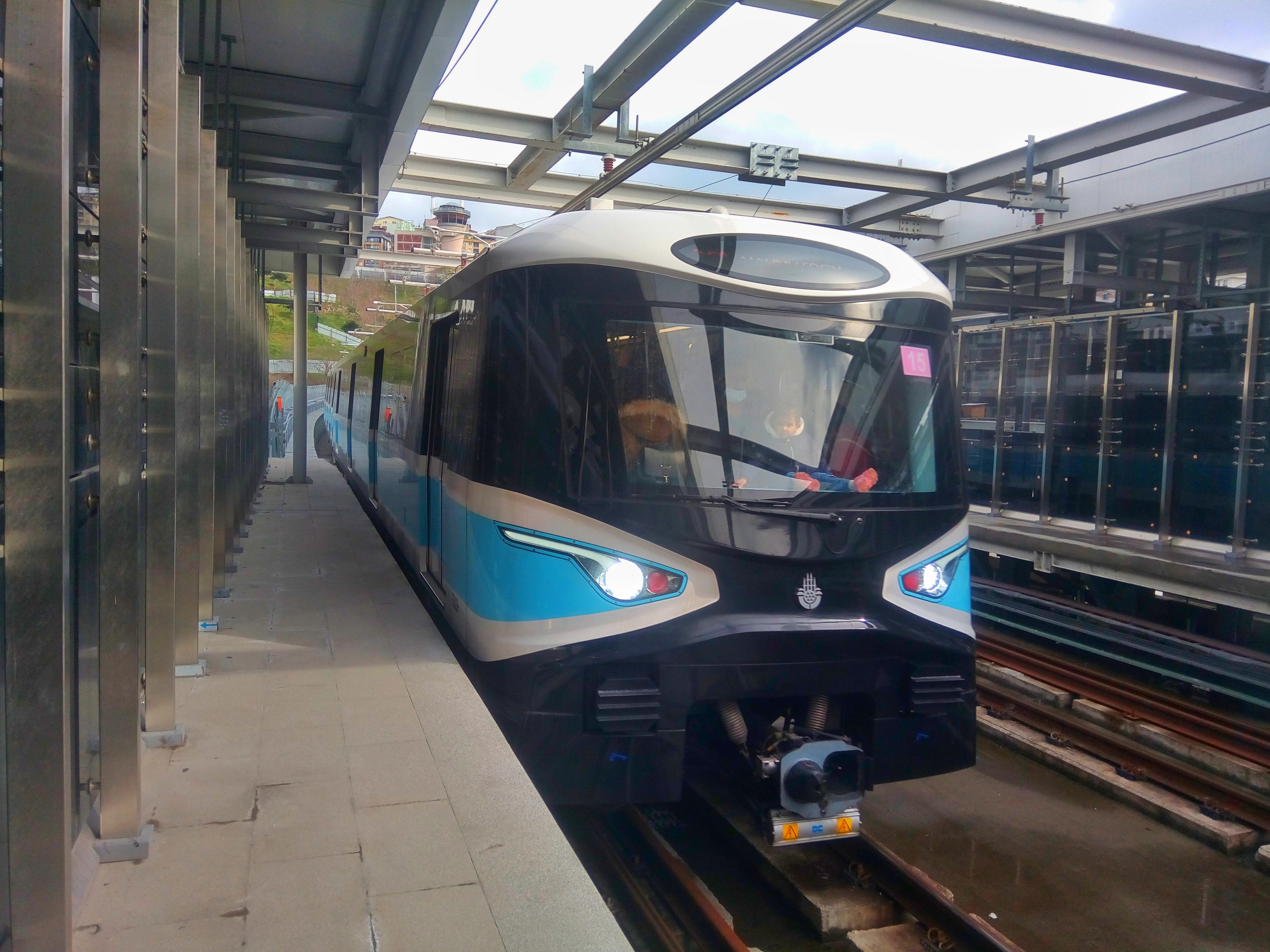
M7 (Йылдыз — Махмутбей)
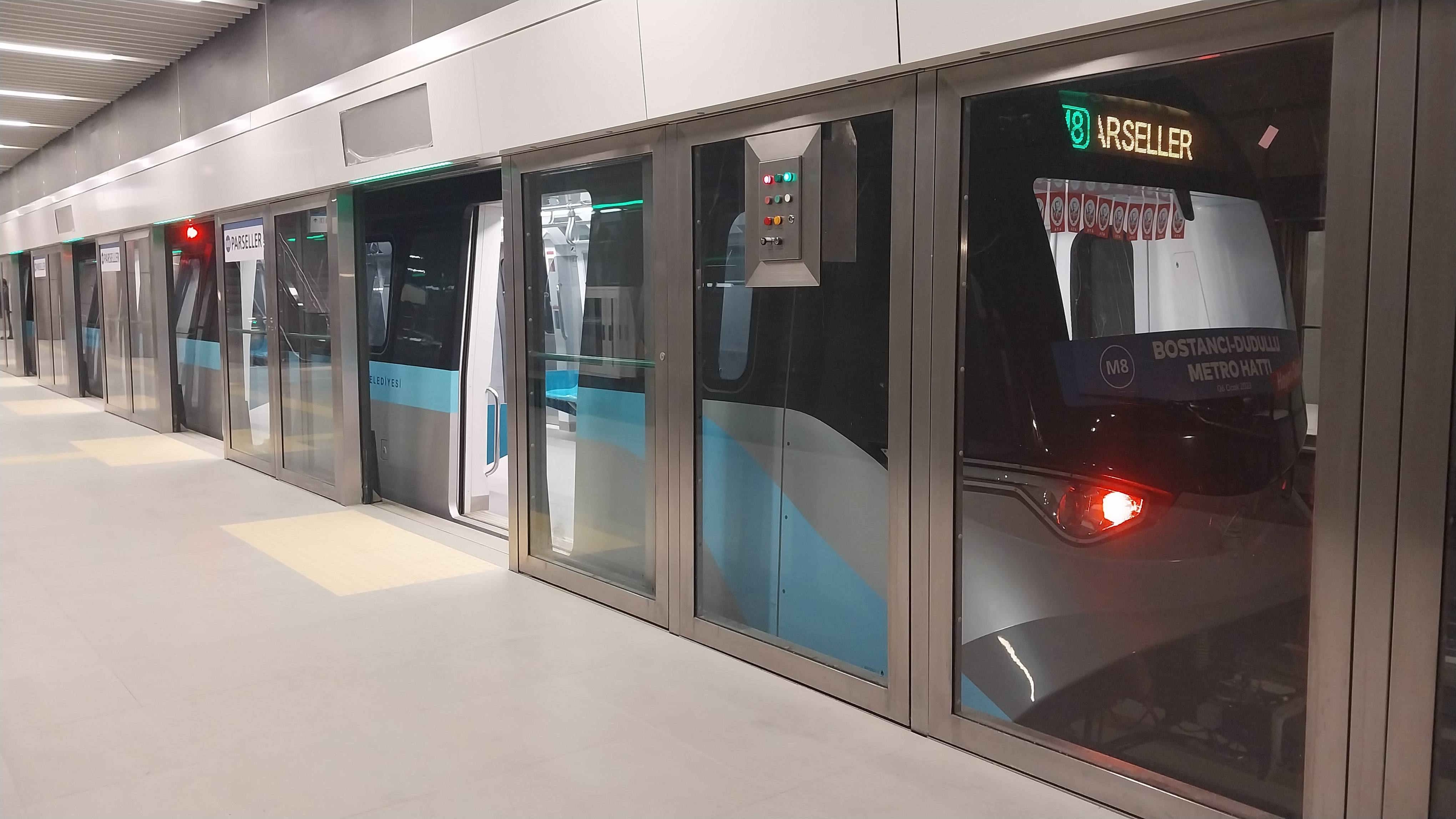
M8 (Бостанджи — Парселлер)
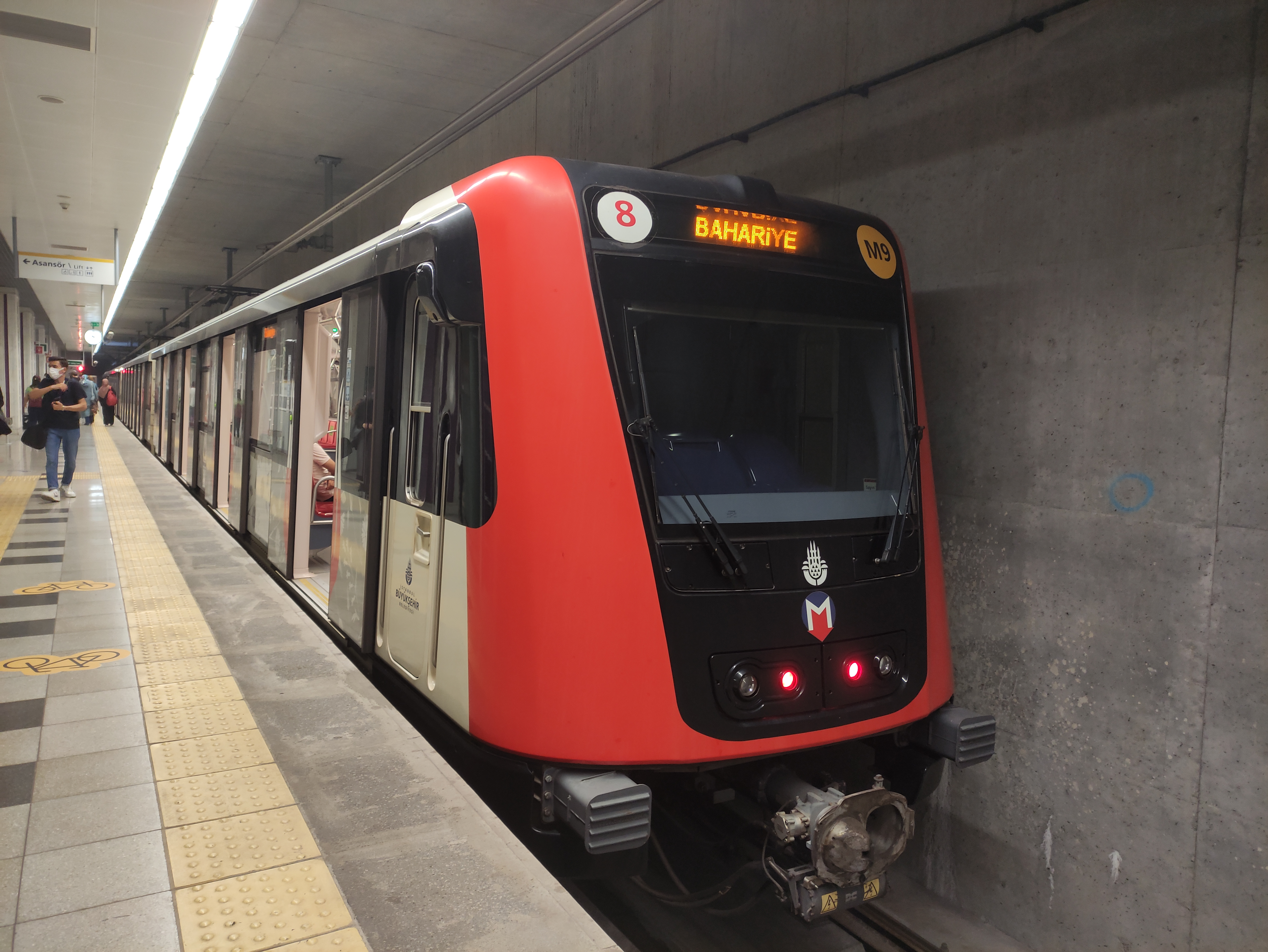
M9 (Атакёй — Олимпият)

### Трамвай

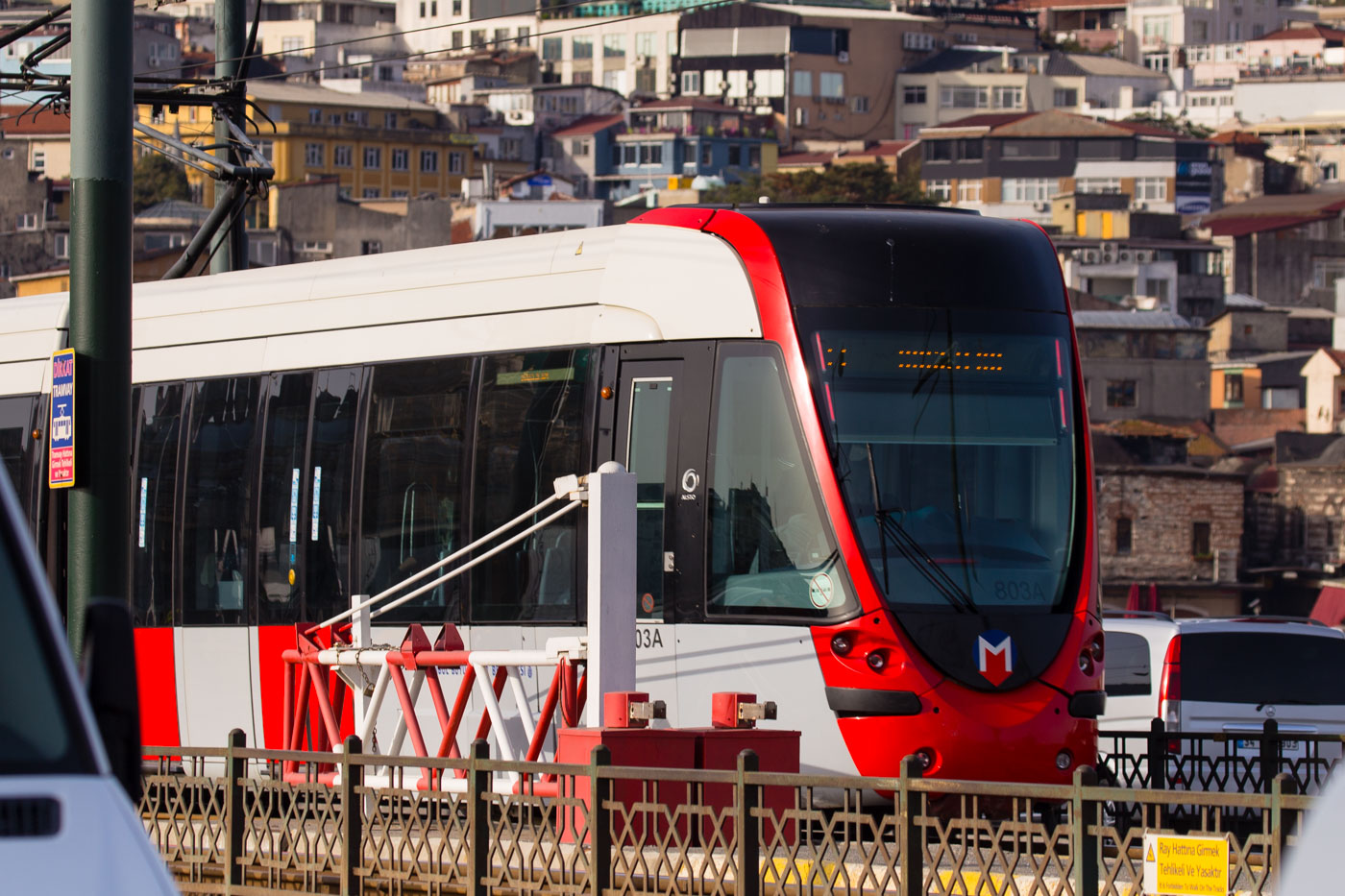
T1 (Кабаташ — Багджылар)
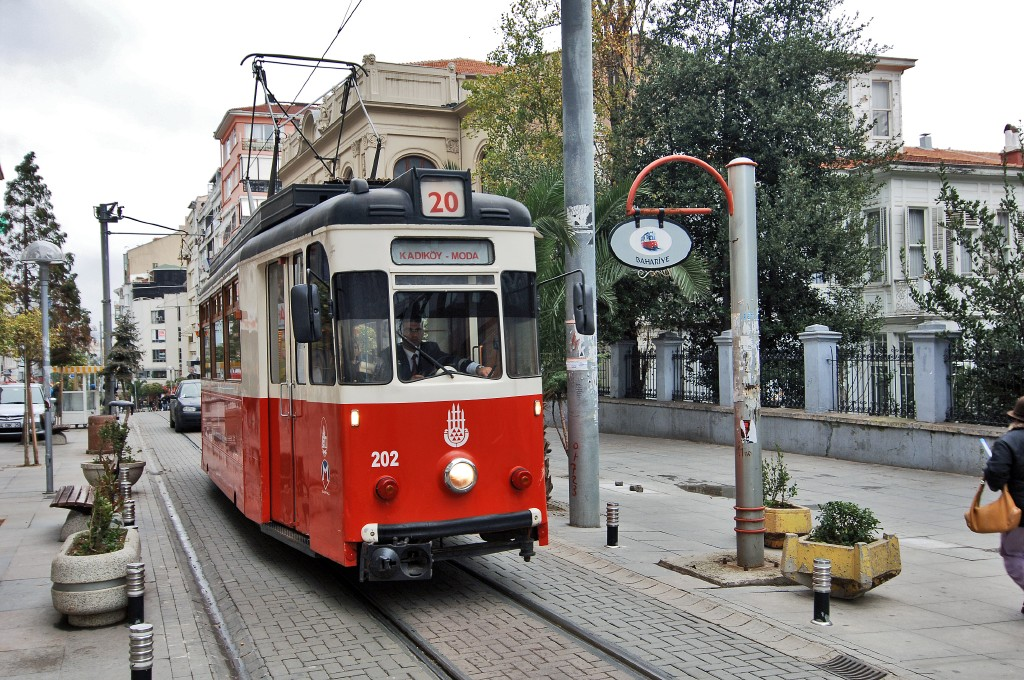
T3 (Кадыкёй — Мода)
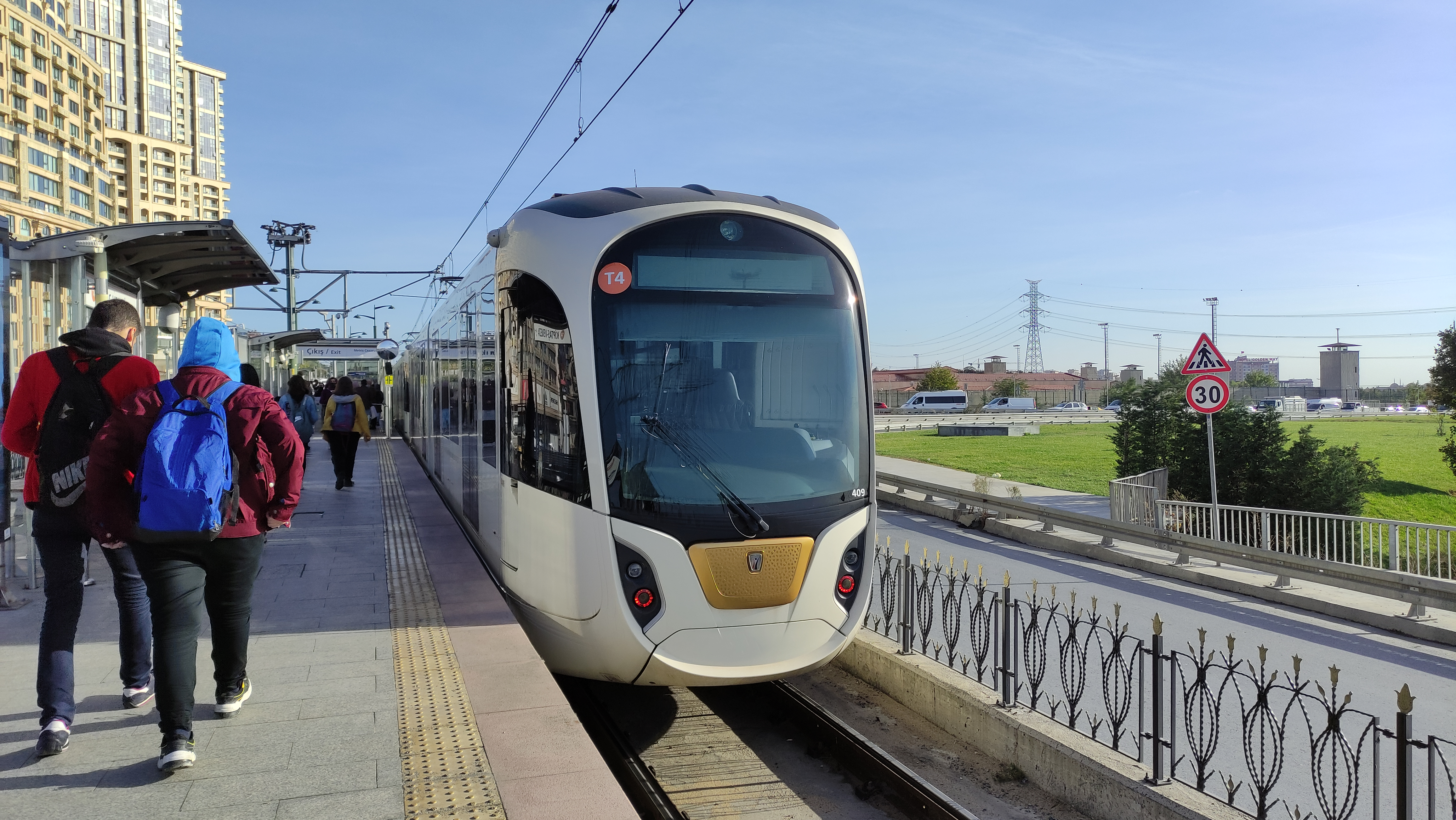
T4 (Топкапы — Месджид-и Селам)
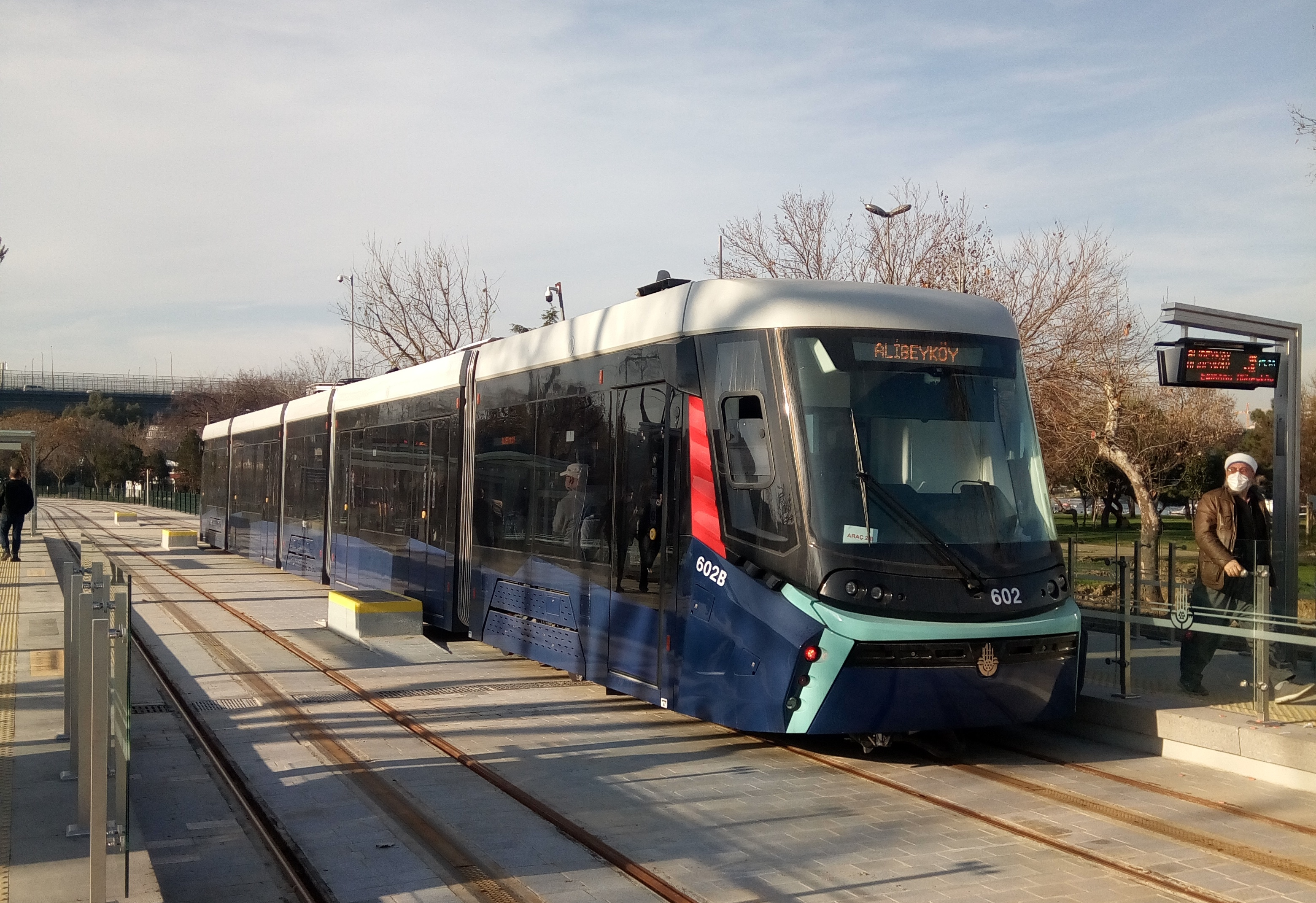
T5 (Эминёню — Алибейкёй Джеп Отогары)

### Фуникулёр

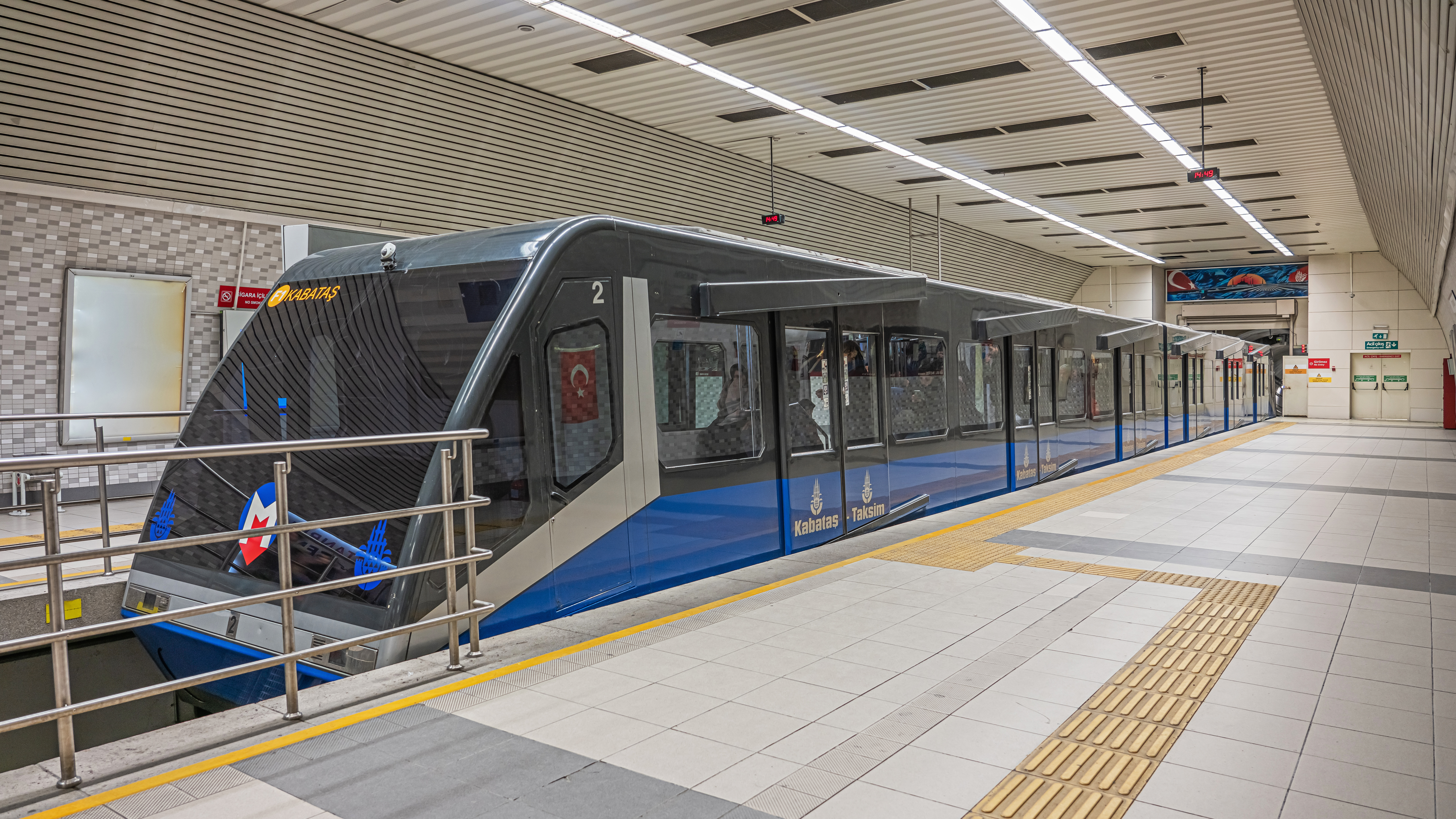
F1 (Кабаташ — Таксим)
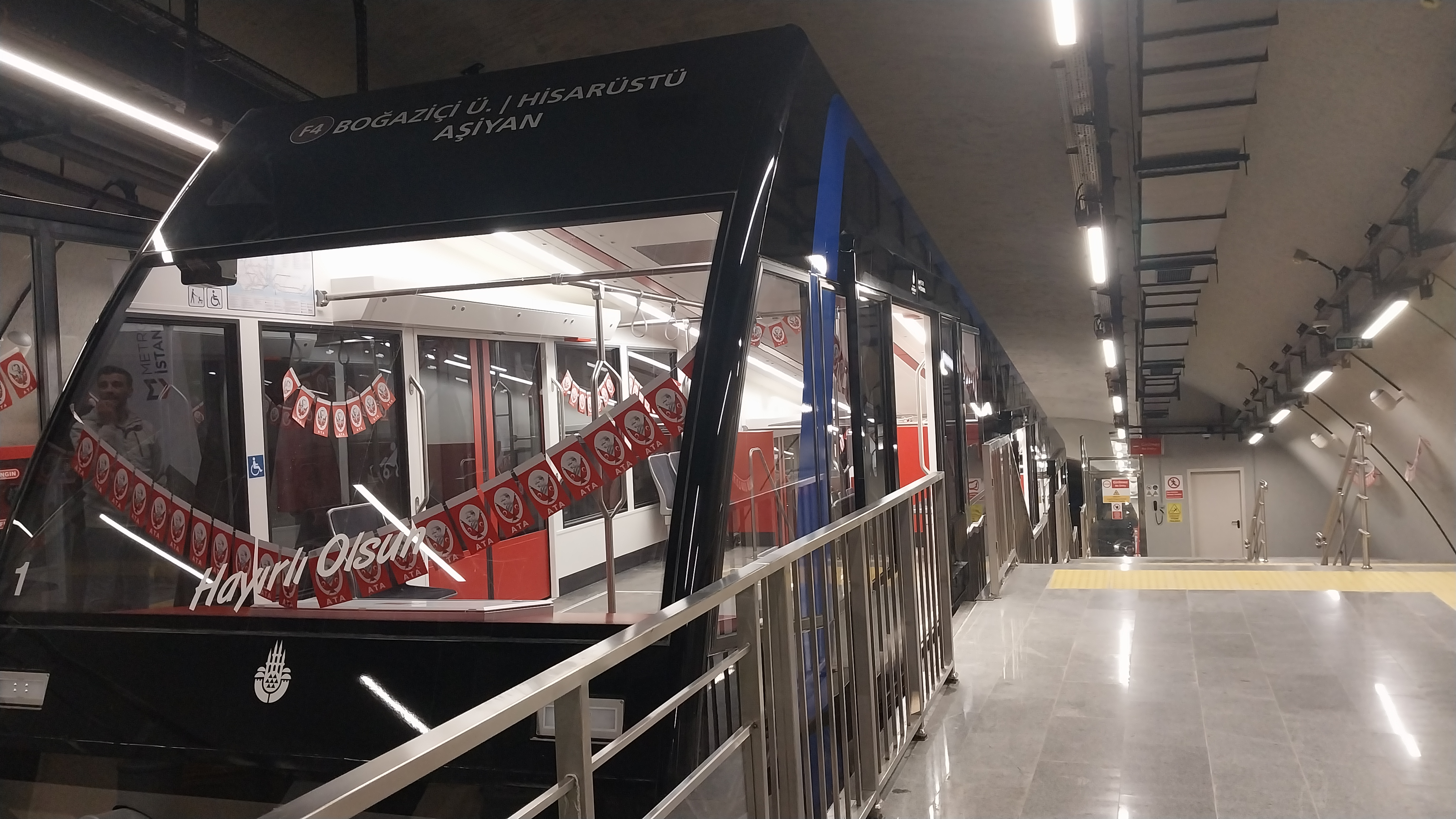
F4 (Босфорский университет — Ашиян)[тур.]

### Канатная дорога

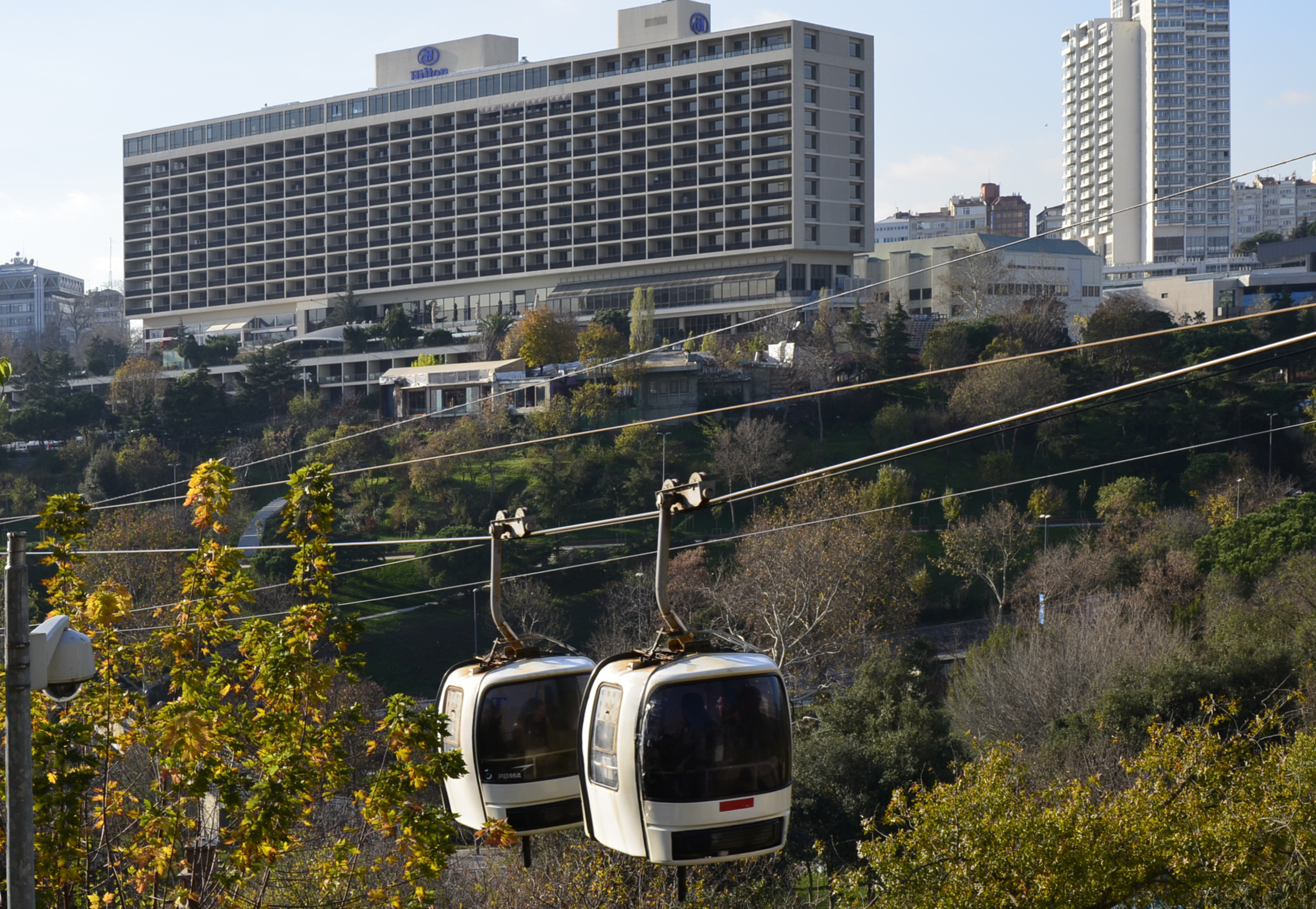
TF1 (Мачка — Ташкышла)
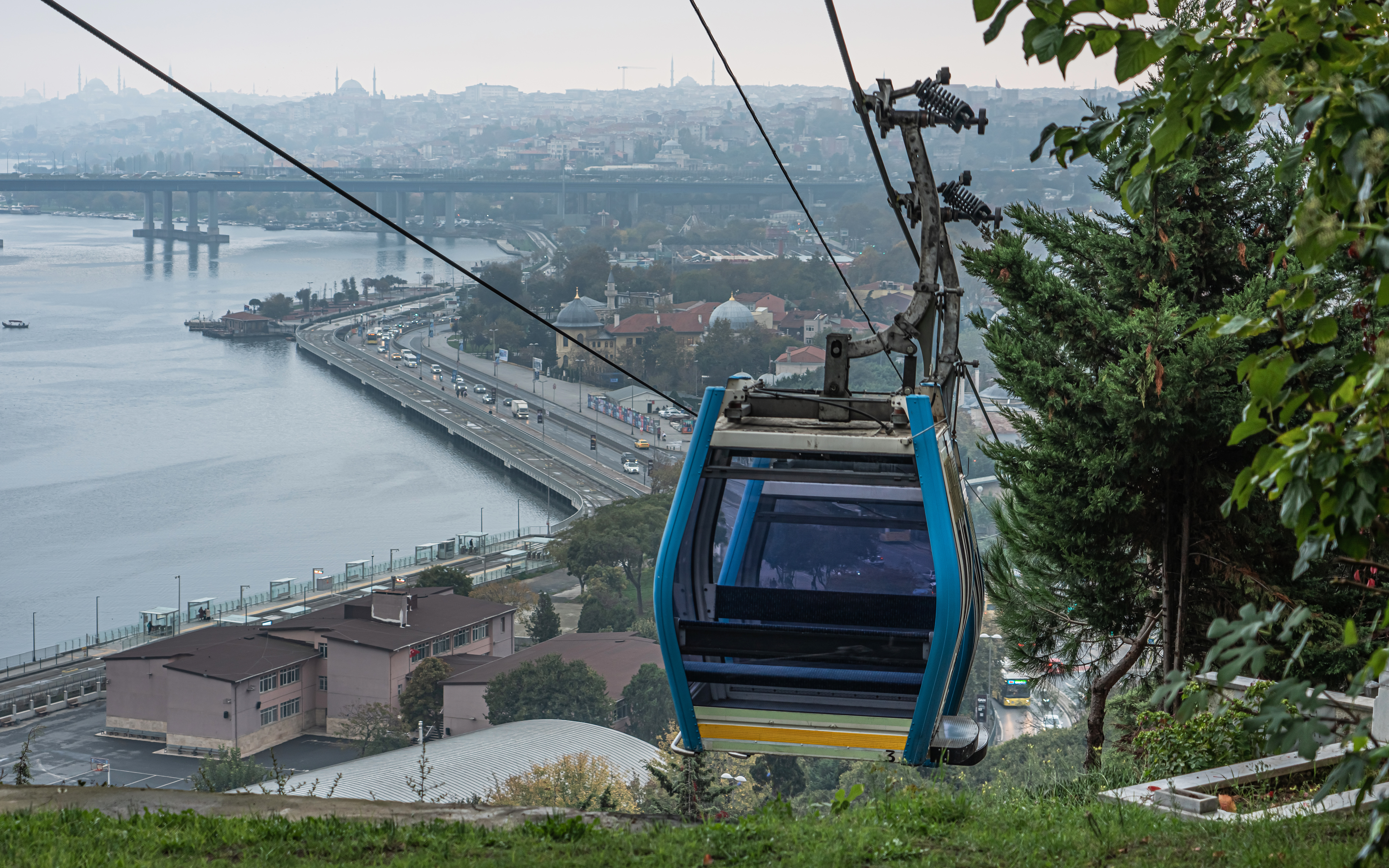
TF2 (Эюп — Пьер Лоти)